# Dynamique des fluides géophysiques

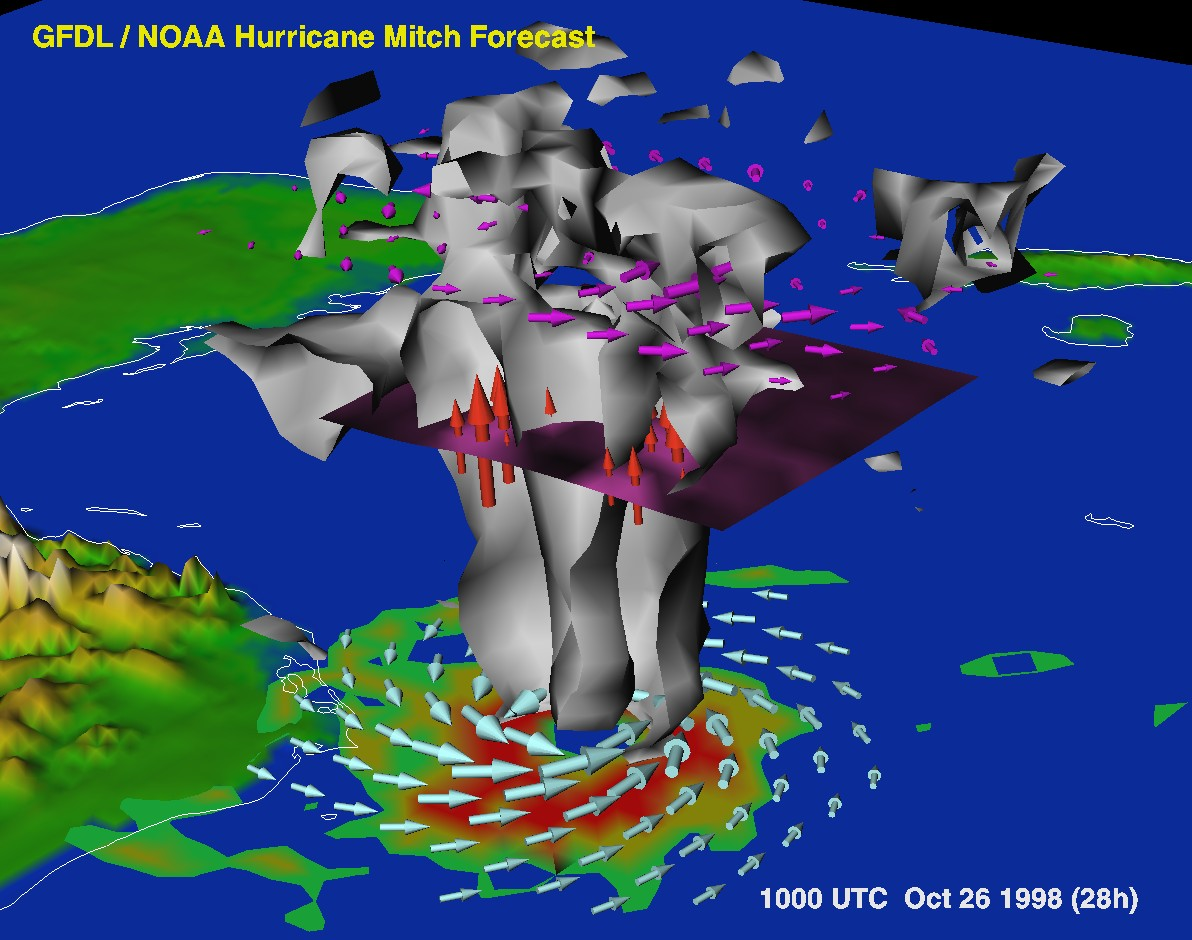
Simulation de l'ouragan Mitch.

La dynamique des fluides géophysiques est l'étude des interactions grandes échelles entre fluides sur Terre ou sur d'autre planètes.